# Edward Glaeser

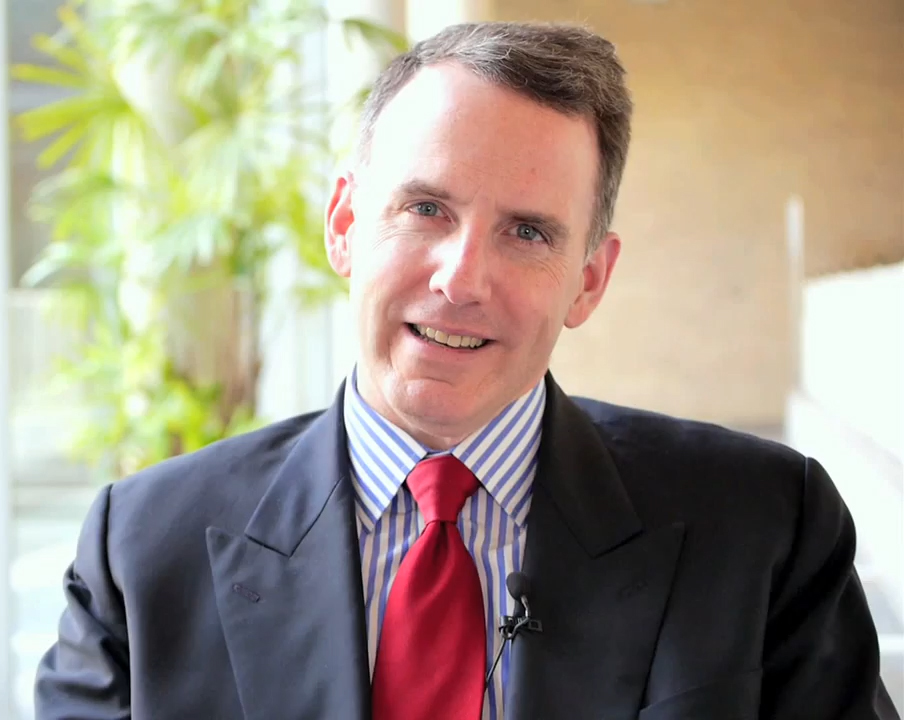
Edward Glaeser, 2014

Edward Ludwig Glaeser (* 1. Mai 1967 in New York City) ist ein US-amerikanischer Ökonom. Er ist Professor für Wirtschaftswissenschaften an der Harvard University.

## Leben
Edward Glaeser besuchte die Collegiate School in New York City von 1978 bis 1984. Danach studierte er Volkswirtschaftslehre an der Princeton University (Bachelor 1988). An der University of Chicago wurde er 1992 zum Ph.D. promoviert. Seit 1992 ist er Professor in Harvard. 1997 wurde er Stipendiat der Alfred P. Sloan Foundation (Sloan Research Fellow). 2010 wurde er in die American Academy of Arts and Sciences gewählt, 2024 zum Mitglied der National Academy of Sciences.

## Arbeit
Glaesers Forschungsschwerpunkt ist die Stadtökonomik. Er veröffentlichte Arbeiten zu Stadtwachstum, Segregation, Kriminalität sowie Wohnungs- und Immobilienmärkten. Sein besonderes Interesse gilt der Rolle der geographischen Nähe bei Innovation.

## Professionelle Aktivitäten
Glaeser ist Co-Redakteur des angesehenen Journal of Urban Economics.

## Bücher
- Chile, Political Economy of Urban Development. (Herausgeber mit J.R. Meyer). Harvard University Press, 2002, ISBN 0-674-00254-7.
- The Governance of Not-For-Profit Organizations. (Herausgeber). University of Chicago Press, 2003, ISBN 0-226-29788-8.
- Fighting Poverty in the US and Europe: A World of Difference. (mit A. Alesina). Oxford University Press, 2004, ISBN 0-19-928610-8.
- Corruption and Reform: Lessons from America’s Economic History. (Herausgeber, mit C. Goldin). University of Chicago Press, 2006, ISBN 0-226-29957-0.
- Cities, Agglomeration and Spatial Equilibrium. Oxford University Press, 2008, ISBN 978-0-19-929044-4.
- Rethinking Federal Housing Policy: How to Make Housing Plentiful and Affordable. AEI Press, 2008, ISBN 978-0-8447-4273-1.
- Housing Markets and the Economy: Risk, Regulation, and Policy. (mit John M. Quigley). Lincoln Institute of Land Policy, 2009, ISBN 978-1-55844-184-2.
- Agglomeration Economics. University Of Chicago Press, 2010, ISBN 978-0-226-29789-7.
- Triumph of the City: How Our Greatest Invention Makes Us Richer, Smarter, Greener, Healthier, and Happier. The Penguin Press, New York 2011, ISBN 978-1-59420-277-3.[2]
- mit David Cutler: Survival of the City: Living and Thriving in an Age of Isolation. John Murray, London 2021, ISBN 978-1-5293-6432-3.